# 全国高等学校野球選手権大会 (奈良県勢)
全国高等学校野球選手権大会における奈良県勢の成績について記す。

## 大会結果
| 大会                  | 代表校                                         | 試合結果                                       | 試合結果                                       | 成績                                           |
| --------------------- | ---------------------------------------------- | ---------------------------------------------- | ---------------------------------------------- | ---------------------------------------------- |
| 1933年（第19回大会）  | 郡山中（紀和・初出場）                         | 2回戦                                          | ○ 7 - 5 秋田中                                 | ベスト8                                        |
| 1933年（第19回大会）  | 郡山中（紀和・初出場）                         | 準々決勝                                       | ● 1 - 9 平安中                                 | ベスト8                                        |
| 1953年（第35回大会）  | 御所実（紀和・初出場）                         | 2回戦                                          | ○ 1x - 0 芦屋（延長10回）                      | ベスト8                                        |
| 1953年（第35回大会）  | 御所実（紀和・初出場）                         | 準々決勝                                       | ● 0 - 4 松山商                                 | ベスト8                                        |
| 1958年（第40回大会）  | 御所工（5年ぶり2回目）                         | 2回戦                                          | ● 1 - 3 桐生                                   | 初戦敗退                                       |
| 1959年（第41回大会）  | 天理（紀和・初出場）                           | 1回戦                                          | ○ 6 - 4 帯広三条                               | ベスト8                                        |
| 1959年（第41回大会）  | 天理（紀和・初出場）                           | 2回戦                                          | ○ 1x - 0 高鍋（延長15回）                      | ベスト8                                        |
| 1959年（第41回大会）  | 天理（紀和・初出場）                           | 準々決勝                                       | ● 2 - 3 八尾                                   | ベスト8                                        |
| 1960年（第42回大会）  | 御所工（紀和・2年ぶり3回目）                   | 1回戦                                          | ● 3 - 14 法政二                                | 初戦敗退                                       |
| 1962年（第44回大会）  | 天理（紀和・3年ぶり2回目）                     | 1回戦                                          | ● 0 - 5 鹿児島商                               | 初戦敗退                                       |
| 1963年（第45回大会）  | 高田商（初出場）                               | 1回戦                                          | ○ 8 - 5 釧路商                                 | ベスト8                                        |
| 1963年（第45回大会）  | 高田商（初出場）                               | 2回戦                                          | ○ 4 - 2 徳島商                                 | ベスト8                                        |
| 1963年（第45回大会）  | 高田商（初出場）                               | 3回戦                                          | ○ 1 - 0 広陵                                   | ベスト8                                        |
| 1963年（第45回大会）  | 高田商（初出場）                               | 準々決勝                                       | ● 1 - 2x 横浜（延長10回）                      | ベスト8                                        |
| 1965年（第47回大会）  | 天理（紀和・3年ぶり3回目）                     | 1回戦                                          | ● 1 - 3 丸子実                                 | 初戦敗退                                       |
| 1966年（第48回大会）  | 郡山（紀和・33年ぶり2回目）                    | 1回戦                                          | ○ 5 - 1 小千谷                                 | 2回戦                                          |
| 1966年（第48回大会）  | 郡山（紀和・33年ぶり2回目）                    | 2回戦                                          | ● 2 - 6 横浜一商（延長10回）                   | 2回戦                                          |
| 1968年（第50回大会）  | 智弁学園（初出場）                             | 2回戦                                          | ○ 6 - 0 前橋工                                 | 3回戦                                          |
| 1968年（第50回大会）  | 智弁学園（初出場）                             | 3回戦                                          | ● 2 - 7 秋田市立                               | 3回戦                                          |
| 1969年（第51回大会）  | 御所工（紀和・9年ぶり4回目）                   | 1回戦                                          | ● 3 - 6 仙台商                                 | 初戦敗退                                       |
| 1971年（第53回大会）  | 郡山（紀和・5年ぶり3回目）                     | 1回戦                                          | ○ 8 - 3 PL学園                                 | ベスト4                                        |
| 1971年（第53回大会）  | 郡山（紀和・5年ぶり3回目）                     | 2回戦                                          | ○ 6 - 0 美方                                   | ベスト4                                        |
| 1971年（第53回大会）  | 郡山（紀和・5年ぶり3回目）                     | 準々決勝                                       | ○ 3x - 2 銚子商                                | ベスト4                                        |
| 1971年（第53回大会）  | 郡山（紀和・5年ぶり3回目）                     | 準決勝                                         | ● 0 - 4 磐城                                   | ベスト4                                        |
| 1972年（第54回大会）  | 天理（紀和・7年ぶり4回目）                     | 2回戦                                          | ○ 6 - 4 東北                                   | ベスト4                                        |
| 1972年（第54回大会）  | 天理（紀和・7年ぶり4回目）                     | 準々決勝                                       | ○ 4 - 1 東海大工                               | ベスト4                                        |
| 1972年（第54回大会）  | 天理（紀和・7年ぶり4回目）                     | 準決勝                                         | ● 3 - 5 津久見                                 | ベスト4                                        |
| 1973年（第55回大会）  | 天理（2年連続5回目）                           | 1回戦                                          | ○ 6 - 0 青森商                                 | 3回戦                                          |
| 1973年（第55回大会）  | 天理（2年連続5回目）                           | 2回戦                                          | ○ 3 - 0 中京商                                 | 3回戦                                          |
| 1973年（第55回大会）  | 天理（2年連続5回目）                           | 3回戦                                          | ● 0 - 7 静岡                                   | 3回戦                                          |
| 1974年（第56回大会）  | 郡山（紀和・3年ぶり4回目）                     | 2回戦                                          | ○ 4 - 0 秋田市立（延長10回）                   | ベスト8                                        |
| 1974年（第56回大会）  | 郡山（紀和・3年ぶり4回目）                     | 3回戦                                          | ○ 5 - 2 城西                                   | ベスト8                                        |
| 1974年（第56回大会）  | 郡山（紀和・3年ぶり4回目）                     | 準々決勝                                       | ● 3 - 6 防府商                                 | ベスト8                                        |
| 1975年（第57回大会）  | 天理（紀和・2年ぶり6回目）                     | 2回戦                                          | ○ 9 - 0 堀越                                   | ベスト8                                        |
| 1975年（第57回大会）  | 天理（紀和・2年ぶり6回目）                     | 3回戦                                          | ○ 9 - 2 浜松商                                 | ベスト8                                        |
| 1975年（第57回大会）  | 天理（紀和・2年ぶり6回目）                     | 準々決勝                                       | ● 1 - 5 新居浜商                               | ベスト8                                        |
| 1976年（第58回大会）  | 天理（紀和・2年連続7回目）                     | 1回戦                                          | ○ 10 - 5 塩山商                                | 3回戦                                          |
| 1976年（第58回大会）  | 天理（紀和・2年連続7回目）                     | 2回戦                                          | ○ 5x - 4 秋田商（延長12回）                    | 3回戦                                          |
| 1976年（第58回大会）  | 天理（紀和・2年連続7回目）                     | 3回戦                                          | ● 2 - 3 星稜                                   | 3回戦                                          |
| 1977年（第59回大会）  | 智弁学園（紀和・9年ぶり2回目）                 | 1回戦                                          | ○ 2 - 1 星稜                                   | 3回戦                                          |
| 1977年（第59回大会）  | 智弁学園（紀和・9年ぶり2回目）                 | 2回戦                                          | ○ 12 - 0 川口工                                | 3回戦                                          |
| 1977年（第59回大会）  | 智弁学園（紀和・9年ぶり2回目）                 | 3回戦                                          | ● 0 - 4 今治西                                 | 3回戦                                          |
| 1978年（第60回大会）  | 天理（2年ぶり8回目）                           | 1回戦                                          | ○ 6 - 0 松商学園                               | ベスト8                                        |
| 1978年（第60回大会）  | 天理（2年ぶり8回目）                           | 2回戦                                          | ○ 1 - 0 南陽工                                 | ベスト8                                        |
| 1978年（第60回大会）  | 天理（2年ぶり8回目）                           | 3回戦                                          | ○ 5 - 0 日田林工                               | ベスト8                                        |
| 1978年（第60回大会）  | 天理（2年ぶり8回目）                           | 準々決勝                                       | ● 2 - 5 中京                                   | ベスト8                                        |
| 1979年（第61回大会）  | 天理（2年連続9回目）                           | 1回戦                                          | ○ 5 - 4 日大三                                 | 2回戦                                          |
| 1979年（第61回大会）  | 天理（2年連続9回目）                           | 2回戦                                          | ● 3 - 4 浜田                                   | 2回戦                                          |
| 1980年（第62回大会）  | 天理（3年連続10回目）                          | 2回戦                                          | ○ 5 - 4 新発田農（延長10回）                   | ベスト4                                        |
| 1980年（第62回大会）  | 天理（3年連続10回目）                          | 3回戦                                          | ○ 6 - 3 熊本工                                 | ベスト4                                        |
| 1980年（第62回大会）  | 天理（3年連続10回目）                          | 準々決勝                                       | ○ 4 - 2 広陵                                   | ベスト4                                        |
| 1980年（第62回大会）  | 天理（3年連続10回目）                          | 準決勝                                         | ● 1 - 3 横浜                                   | ベスト4                                        |
| 1981年（第63回大会）  | 智弁学園（4年ぶり3回目）                       | 1回戦                                          | ● 1 - 6 岐阜南                                 | 初戦敗退                                       |
| 1982年（第64回大会）  | 智弁学園（2年連続4回目）                       | 1回戦                                          | ● 2 - 3 法政二                                 | 初戦敗退                                       |
| 1983年（第65回大会）  | 天理（3年ぶり11回目）                          | 1回戦                                          | ● 0 - 7 岐阜第一                               | 初戦敗退                                       |
| 1984年（第66回大会）  | 智弁学園（2年ぶり5回目）                       | 1回戦                                          | ● 8 - 9 浜松商                                 | 初戦敗退                                       |
| 1985年（第67回大会）  | 智弁学園（2年連続6回目）                       | 1回戦                                          | ● 1 - 2x 東農大二（延長10回）                  | 初戦敗退                                       |
| 1986年（第68回大会）  | 天理（3年ぶり12回目）                          | 2回戦                                          | ○ 8 - 4 新湊                                   | 優勝                                           |
| 1986年（第68回大会）  | 天理（3年ぶり12回目）                          | 3回戦                                          | ○ 7 - 2 米子東                                 | 優勝                                           |
| 1986年（第68回大会）  | 天理（3年ぶり12回目）                          | 準々決勝                                       | ○ 4 - 2 佐伯鶴城                               | 優勝                                           |
| 1986年（第68回大会）  | 天理（3年ぶり12回目）                          | 準決勝                                         | ○ 8 - 6 鹿児島商                               | 優勝                                           |
| 1986年（第68回大会）  | 天理（3年ぶり12回目）                          | 決勝                                           | ○ 3 - 2 松山商                                 | 優勝                                           |
| 1987年（第69回大会）  | 天理（2年連続13回目）                          | 1回戦                                          | ○ 7 - 3 明野                                   | 2回戦                                          |
| 1987年（第69回大会）  | 天理（2年連続13回目）                          | 2回戦                                          | ● 0 - 1 横浜商                                 | 2回戦                                          |
| 1988年（第70回大会）  | 天理（3年連続14回目）                          | 1回戦                                          | ○ 10 - 1 滝川西                                | 3回戦                                          |
| 1988年（第70回大会）  | 天理（3年連続14回目）                          | 2回戦                                          | ○ 8 - 1 堀越                                   | 3回戦                                          |
| 1988年（第70回大会）  | 天理（3年連続14回目）                          | 3回戦                                          | ● 3 - 6 江の川                                 | 3回戦                                          |
| 1989年（第71回大会）  | 智弁学園（4年ぶり7回目）                       | 1回戦                                          | ○ 6 - 1 新潟南                                 | 3回戦                                          |
| 1989年（第71回大会）  | 智弁学園（4年ぶり7回目）                       | 2回戦                                          | ○ 6 - 2 東農大二                               | 3回戦                                          |
| 1989年（第71回大会）  | 智弁学園（4年ぶり7回目）                       | 3回戦                                          | ● 0 - 2 三重・海星                             | 3回戦                                          |
| 1990年（第72回大会）  | 天理（2年ぶり15回目）                          | 1回戦                                          | ○ 6 - 1 愛工大名電                             | 優勝                                           |
| 1990年（第72回大会）  | 天理（2年ぶり15回目）                          | 2回戦                                          | ○ 3x - 2 成田                                  | 優勝                                           |
| 1990年（第72回大会）  | 天理（2年ぶり15回目）                          | 3回戦                                          | ○ 6 - 0 仙台育英                               | 優勝                                           |
| 1990年（第72回大会）  | 天理（2年ぶり15回目）                          | 準々決勝                                       | ○ 7 - 0 丸亀                                   | 優勝                                           |
| 1990年（第72回大会）  | 天理（2年ぶり15回目）                          | 準決勝                                         | ○ 5x - 4 西日本短大付                          | 優勝                                           |
| 1990年（第72回大会）  | 天理（2年ぶり15回目）                          | 決勝                                           | ○ 1 - 0 沖縄水産                               | 優勝                                           |
| 1991年（第73回大会）  | 天理（2年連続16回目）                          | 1回戦                                          | ○ 4 - 1 宇都宮学園                             | 2回戦                                          |
| 1991年（第73回大会）  | 天理（2年連続16回目）                          | 2回戦                                          | ● 1 - 3 佐賀学園                               | 2回戦                                          |
| 1992年（第74回大会）  | 天理（3年連続17回目）                          | 1回戦                                          | ○ 11 - 3 秀明                                  | ベスト8                                        |
| 1992年（第74回大会）  | 天理（3年連続17回目）                          | 2回戦                                          | ○ 3x - 2 樹徳                                  | ベスト8                                        |
| 1992年（第74回大会）  | 天理（3年連続17回目）                          | 3回戦                                          | ○ 7 - 4 東海大甲府                             | ベスト8                                        |
| 1992年（第74回大会）  | 天理（3年連続17回目）                          | 準々決勝                                       | ● 4 - 5 東邦（延長11回）                       | ベスト8                                        |
| 1993年（第75回大会）  | 郡山（19年ぶり5回目）                          | 1回戦                                          | ○ 2 - 1 享栄                                   | 2回戦                                          |
| 1993年（第75回大会）  | 郡山（19年ぶり5回目）                          | 2回戦                                          | ● 2 - 4 京都西                                 | 2回戦                                          |
| 1994年（第76回大会）  | 天理（2年ぶり18回目）                          | 2回戦                                          | ● 4 - 5x 仙台育英                              | 初戦敗退                                       |
| 1995年（第77回大会）  | 智弁学園（6年ぶり8回目）                       | 2回戦                                          | ○ 10 - 0 高岡商                                | ベスト4                                        |
| 1995年（第77回大会）  | 智弁学園（6年ぶり8回目）                       | 3回戦                                          | ○ 5 - 2 青森山田                               | ベスト4                                        |
| 1995年（第77回大会）  | 智弁学園（6年ぶり8回目）                       | 準々決勝                                       | ○ 8 - 6 PL学園                                 | ベスト4                                        |
| 1995年（第77回大会）  | 智弁学園（6年ぶり8回目）                       | 準決勝                                         | ● 1 - 3 星稜                                   | ベスト4                                        |
| 1996年（第78回大会）  | 天理（2年ぶり19回目）                          | 1回戦                                          | ○ 6 - 0 日大東北                               | 2回戦                                          |
| 1996年（第78回大会）  | 天理（2年ぶり19回目）                          | 2回戦                                          | ● 2 - 6 仙台育英                               | 2回戦                                          |
| 1997年（第79回大会）  | 智弁学園（2年ぶり9回目）                       | 2回戦                                          | ○ 12 - 3 酒田南                                | 3回戦                                          |
| 1997年（第79回大会）  | 智弁学園（2年ぶり9回目）                       | 3回戦                                          | ● 1 - 6 前橋工                                 | 3回戦                                          |
| 1998年（第80回大会）  | 智弁学園（2年連続10回目）                      | 1回戦                                          | ○ 6 - 2 滝川西                                 | 2回戦                                          |
| 1998年（第80回大会）  | 智弁学園（2年連続10回目）                      | 2回戦                                          | ● 3 - 4x 桜美林                                | 2回戦                                          |
| 1999年（第81回大会）  | 智弁学園（3年連続11回目）                      | 2回戦                                          | ○ 9 - 2 県岐阜商                               | 3回戦                                          |
| 1999年（第81回大会）  | 智弁学園（3年連続11回目）                      | 3回戦                                          | ● 5 - 9 桐蔭学園                               | 3回戦                                          |
| 2000年（第82回大会）  | 郡山（7年ぶり6回目）                           | 1回戦                                          | ● 0 - 12 中京大中京                            | 初戦敗退                                       |
| 2001年（第83回大会）  | 智弁学園（2年ぶり12回目）                      | 1回戦                                          | ○ 13 - 2 静岡市立                              | 3回戦                                          |
| 2001年（第83回大会）  | 智弁学園（2年ぶり12回目）                      | 2回戦                                          | ○ 3 - 0 前橋工                                 | 3回戦                                          |
| 2001年（第83回大会）  | 智弁学園（2年ぶり12回目）                      | 3回戦                                          | ● 3 - 4 松山商                                 | 3回戦                                          |
| 2002年（第84回大会）  | 智弁学園（2年連続13回目）                      | 1回戦                                          | ○ 6 - 0 拓大紅陵                               | 3回戦                                          |
| 2002年（第84回大会）  | 智弁学園（2年連続13回目）                      | 2回戦                                          | ○ 5 - 0 海星                                   | 3回戦                                          |
| 2002年（第84回大会）  | 智弁学園（2年連続13回目）                      | 3回戦                                          | ● 3 - 7 智弁和歌山                             | 3回戦                                          |
| 2003年（第85回大会）  | 天理（7年ぶり20回目）                          | 2回戦                                          | ○ 3 - 2 秋田                                   | 3回戦                                          |
| 2003年（第85回大会）  | 天理（7年ぶり20回目）                          | 3回戦                                          | ● 3 - 7 聖望学園                               | 3回戦                                          |
| 2004年（第86回大会）  | 天理（2年連続21回目）                          | 1回戦                                          | ○ 4x - 3 青森山田（延長12回）                  | ベスト8                                        |
| 2004年（第86回大会）  | 天理（2年連続21回目）                          | 2回戦                                          | ○ 9 - 3 福井                                   | ベスト8                                        |
| 2004年（第86回大会）  | 天理（2年連続21回目）                          | 3回戦                                          | ○ 6 - 1 浜田                                   | ベスト8                                        |
| 2004年（第86回大会）  | 天理（2年連続21回目）                          | 準々決勝                                       | ● 3 - 10 東海大甲府                            | ベスト8                                        |
| 2005年（第87回大会）  | 天理（3年連続22回目）                          | 1回戦                                          | ● 3 - 7 国士舘                                 | 初戦敗退                                       |
| 2006年（第88回大会）  | 天理（4年連続23回目）                          | 1回戦                                          | ○ 7 - 5 本荘                                   | 2回戦                                          |
| 2006年（第88回大会）  | 天理（4年連続23回目）                          | 2回戦                                          | ● 3 - 5 熊本工                                 | 2回戦                                          |
| 2007年（第89回大会）  | 智弁学園（5年ぶり14回目）                      | 1回戦                                          | ○ 12 - 2 尽誠学園                              | 3回戦                                          |
| 2007年（第89回大会）  | 智弁学園（5年ぶり14回目）                      | 2回戦                                          | ○ 5 - 2 仙台育英                               | 3回戦                                          |
| 2007年（第89回大会）  | 智弁学園（5年ぶり14回目）                      | 3回戦                                          | ● 0 - 6 帝京                                   | 3回戦                                          |
| 2008年（第90回大会）  | 智弁学園（2年連続15回目）                      | 1回戦                                          | ○ 5 - 4 近江                                   | 2回戦                                          |
| 2008年（第90回大会）  | 智弁学園（2年連続15回目）                      | 2回戦                                          | ● 4 - 5x 報徳学園（延長10回）                  | 2回戦                                          |
| 2009年（第91回大会）  | 天理（3年ぶり24回目）                          | 1回戦                                          | ○ 15 - 1 南砺総合福野                          | 2回戦                                          |
| 2009年（第91回大会）  | 天理（3年ぶり24回目）                          | 2回戦                                          | ● 6 - 7 長野日大                               | 2回戦                                          |
| 2010年（第92回大会）  | 天理（2年連続25回目）                          | 2回戦                                          | ● 1 - 4 履正社                                 | 初戦敗退                                       |
| 2011年（第93回大会）  | 智弁学園（3年ぶり16回目）                      | 2回戦                                          | ○ 2 - 1 鶴岡東                                 | ベスト8                                        |
| 2011年（第93回大会）  | 智弁学園（3年ぶり16回目）                      | 3回戦                                          | ○ 9 - 4 横浜                                   | ベスト8                                        |
| 2011年（第93回大会）  | 智弁学園（3年ぶり16回目）                      | 準々決勝                                       | ● 6 - 7 作新学院                               | ベスト8                                        |
| 2012年（第94回大会）  | 天理（2年ぶり26回目）                          | 1回戦                                          | ○ 3 - 1 宮崎工                                 | ベスト8                                        |
| 2012年（第94回大会）  | 天理（2年ぶり26回目）                          | 2回戦                                          | ○ 6 - 2 鳥取城北                               | ベスト8                                        |
| 2012年（第94回大会）  | 天理（2年ぶり26回目）                          | 3回戦                                          | ○ 6 - 2 浦和学院                               | ベスト8                                        |
| 2012年（第94回大会）  | 天理（2年ぶり26回目）                          | 準々決勝                                       | ● 1 - 8 大阪桐蔭                               | ベスト8                                        |
| 2013年（第95回大会）  | 桜井（初出場）                                 | 1回戦                                          | ● 5 - 17 作新学院                              | 初戦敗退                                       |
| 2014年（第96回大会）  | 智弁学園（3年ぶり17回目）                      | 1回戦                                          | ● 4 - 10 明徳義塾                              | 初戦敗退                                       |
| 2015年（第97回大会）  | 天理（3年ぶり27回目）                          | 1回戦                                          | ● 2 - 3x 創成館                                | 初戦敗退                                       |
| 2016年（第98回大会）  | 智弁学園（2年ぶり18回目）                      | 1回戦                                          | ○ 6 - 1 出雲                                   | 2回戦                                          |
| 2016年（第98回大会）  | 智弁学園（2年ぶり18回目）                      | 2回戦                                          | ● 2 - 5 鳴門                                   | 2回戦                                          |
| 2017年（第99回大会）  | 天理（2年ぶり28回目）                          | 2回戦                                          | ○ 6 - 0 大垣日大                               | ベスト4                                        |
| 2017年（第99回大会）  | 天理（2年ぶり28回目）                          | 3回戦                                          | ○ 2 - 1 神戸国際大付（延長11回）               | ベスト4                                        |
| 2017年（第99回大会）  | 天理（2年ぶり28回目）                          | 準々決勝                                       | ○ 13 - 9 明豊                                  | ベスト4                                        |
| 2017年（第99回大会）  | 天理（2年ぶり28回目）                          | 準決勝                                         | ● 9 - 12 広陵                                  | ベスト4                                        |
| 2018年（第100回大会） | 奈良大付（初出場）                             | 1回戦                                          | ○ 4 - 1 羽黒                                   | 2回戦                                          |
| 2018年（第100回大会） | 奈良大付（初出場）                             | 2回戦                                          | ● 4 - 8 日大三                                 | 2回戦                                          |
| 2019年（第101回大会） | 智弁学園（3年ぶり19回目）                      | 2回戦                                          | ● 8 - 10 八戸学院光星                          | 初戦敗退                                       |
| 2020年（第102回大会） | （新型コロナウイルス感染症流行による大会中止） | （新型コロナウイルス感染症流行による大会中止） | （新型コロナウイルス感染症流行による大会中止） | （新型コロナウイルス感染症流行による大会中止） |
| 2021年（第103回大会） | 智弁学園（2大会連続20回目）                    | 1回戦                                          | ○ 10 - 3 倉敷商                                | 準優勝                                         |
| 2021年（第103回大会） | 智弁学園（2大会連続20回目）                    | 2回戦                                          | ○ 5 - 0 横浜                                   | 準優勝                                         |
| 2021年（第103回大会） | 智弁学園（2大会連続20回目）                    | 3回戦                                          | ○ 7 - 1 日本航空                               | 準優勝                                         |
| 2021年（第103回大会） | 智弁学園（2大会連続20回目）                    | 準々決勝                                       | ○ 3x - 2 明徳義塾                              | 準優勝                                         |
| 2021年（第103回大会） | 智弁学園（2大会連続20回目）                    | 準決勝                                         | ○ 3 - 1 京都国際                               | 準優勝                                         |
| 2021年（第103回大会） | 智弁学園（2大会連続20回目）                    | 決勝                                           | ● 2 - 9 智弁和歌山                             | 準優勝                                         |
| 2022年（第104回大会） | 天理（5年ぶり29回目）                          | 1回戦                                          | ○ 2 - 1 山梨学院                               | 2回戦                                          |
| 2022年（第104回大会） | 天理（5年ぶり29回目）                          | 2回戦                                          | ● 2 - 4 海星                                   | 2回戦                                          |
| 2023年（第105回大会） | 智弁学園（2年ぶり21回目）                      | 1回戦                                          | ○ 7× - 6 英明（延長10回TB)                     | 3回戦                                          |
| 2023年（第105回大会） | 智弁学園（2年ぶり21回目）                      | 2回戦                                          | ○ 12 - 6 徳島商                                | 3回戦                                          |
| 2023年（第105回大会） | 智弁学園（2年ぶり21回目）                      | 3回戦                                          | ● 2 - 5 花巻東                                 | 3回戦                                          |
| 2024年（第106回大会） | 智弁学園（2年連続22回目）                      | 1回戦                                          | ○ 9 - 6 岐阜城北（延長11回TB）                 | ベスト8                                        |
| 2024年（第106回大会） | 智弁学園（2年連続22回目）                      | 2回戦                                          | ○ 2 - 1 健大高崎                               | ベスト8                                        |
| 2024年（第106回大会） | 智弁学園（2年連続22回目）                      | 3回戦                                          | ○ 6 - 3 小松大谷                               | ベスト8                                        |
| 2024年（第106回大会） | 智弁学園（2年連続22回目）                      | 準々決勝                                       | ● 0 - 4 京都国際                               | ベスト8                                        |
| 2025年（第107回大会） | 天理（3年ぶり30回目）                          | 1回戦                                          | ● 4 - 5 鳴門                                   | 初戦敗退                                       |

## 通算成績
| 出場 | 試合 | 勝利 | 敗戦 | 引分 | 勝率 | 優勝 | 準優勝 | ベスト4 | ベスト8 |
| ---- | ---- | ---- | ---- | ---- | ---- | ---- | ------ | ------- | ------- |
| 65   | 156  | 93   | 63   | 0    | .596 | 2    | 1      | 5       | 12      |

## 学校別成績
| 校名     | 出場 | 直近出場 | 勝敗     | 最高成績 | 前身校 |
| -------- | ---- | -------- | -------- | -------- | ------ |
| 天理     | 30回 | 2025年   | 49勝28敗 | 優勝2回  |        |
| 智弁学園 | 22回 | 2024年   | 31勝22敗 | 準優勝   |        |
| 郡山     | 6回  | 2000年   | 8勝6敗   | ベスト4  | 郡山中 |
| 御所実   | 4回  | 1969年   | 1勝4敗   | ベスト8  | 御所工 |
| 高田商   | 1回  | 1963年   | 3勝1敗   | ベスト8  |        |
| 奈良大付 | 1回  | 2018年   | 1勝1敗   | 2回戦    |        |
| 桜井     | 1回  | 2013年   | 0勝1敗   | 初戦敗退 |        |